# Josef Schlickenrieder
Josef „Beppo“ Schlickenrieder (* 7. Mai 1958 in Bad Tölz) ist ein ehemaliger deutscher Eishockeyspieler. Er war unter anderem Torhüter beim Mannheimer ERC. 

## Laufbahn
Schlickenrieder stammt ursprünglich aus dem Nachwuchs des SC Reichersbeuern und begann seine Profilaufbahn 1978/79 beim EC Bad Tölz. Nachdem er 1979 zum  EHC 70 München in der 2. Eishockey-Bundesliga wechselte, stieg er mit diesem Verein in die Bundesliga auf. Nach zwei Saisonen beim EV Füssen wechselte er 1983 zum Mannheimer ERC. Mit der Mannschaft wurde er in zehn Spielzeiten dreimal Vizemeister. Insgesamt spielte er 433 mal für die Mannschaft aus Mannheim. Während seiner Laufbahn in Mannheim spielte er zudem bei drei Weltmeisterschaften und bei den Olympischen Spielen 1988 in Calgary. 1993 wechselte er zum EC Hannover und stieg mit dieser Mannschaft in die Eishockey-Bundesliga auf. Nach zwei weiteren Jahren in der DEL bei der Mannschaft aus Hannover wechselte er für zwei Jahre in die zweite Eishockey-Bundesliga zum EC Bad Nauheim. 1998 beendete er dort seine Laufbahn als Spieler und wurde Trainer beim EC Bad Tölz. Weitere Trainerstationen waren die München Barons und die Hamburg Freezers, beides Mannschaften aus der DEL. Außerdem war er bis April 2008 sportlicher Leiter bei den Eisbären Regensburg. In den Jahren 2009 und 2010 war Schlickenrieder beim TEV Miesbach als Trainer im Nachwuchsbereich tätig. Im Oktober 2011 übernahm er das Traineramt der Seniorenmannschaft des Vereins. Für die Saison 2015/16 übernahm er das Traineramt beim SC Reichersbeuern.
Schlickenrieder ist ein Cousin der ehemaligen Skirennläuferin Michaela Gerg.